# Franko-Amerikaner

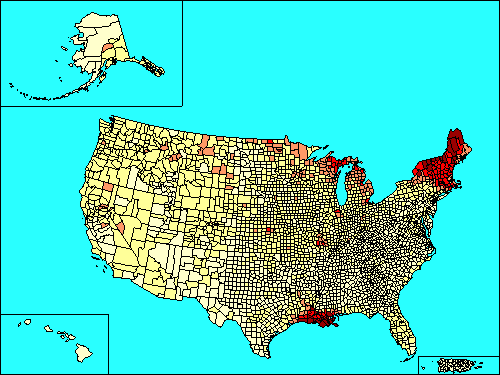
Verbreitung der Französischen Sprache in USA (ohne Cajuns): gelb 6–12 %, braun 12–18 %, rot über 18 %

Franko-Amerikaner Flagge

Franko-Amerikaner sind im engeren Sinne all jene Staatsbürger der USA, die französische Vorfahren haben, z. B.
- Akadier
- Cajuns

Im weiteren Sinne schließt der Begriff auch Frankophone Kanadier, Französische Kanadier, Quebecer, karibische Kreolen und Mulatten sowie französische Siedler z. B. in Französisch-Guyana ein.
- New Hampshire (25,2 %)
- Vermont (23,3 %)
- Maine (22,8 %)
- Rhode Island (17,2 %)
- Louisiana (16,2 %) (Cajuns)
- Massachusetts (12,9 %)
- Connecticut (9,9 %)

- Michigan (6,8 %)
- Montana (5,3 %)
- Minnesota (5,3 %)
- Wisconsin (5 %)
- North Dakota (4,7 %)
- Washington (4,6 %)
- Oregon (4,6 %)
- Alaska (4,2 %)
- Wyoming (4,2 %)
- Nevada (3,9 %)
- Missouri (3,8 %)
- Kansas (3,6 %)